# 雅尔丁阿莱格里
雅尔丁阿莱格里（葡萄牙語：Jardim Alegre）是巴西巴拉那州的一个市镇。总面积393.62平方公里，总人口14867人，人口密度37.8人/平方公里。